# Kati-Claudia Fofonoff
Kati-Claudia Fofonoff (Ivalo, Finska, 8. prosinca 1947. – 12. lipnja 2011.) bila je samijska autorica i prevoditeljica koja je pisala na skoltskolaponskome i finskome jeziku. Njezine su knjige prevedene na sjeverni saamijski, norveški i islandski jezik.

## Djela
- Parnasso 2 (1982.) – pjesme na finskome
- Koparat: joulukoparat (1987.) – pjesme na finskome
- Paatsjoen laulut / Pââšjooǥǥ laulli (1988. – 1989.) – knjiga i kaseta
- Jânnam muttum nuuʹbbiooʹri (1998.) – pjesme na skoltskolaponskome
- Vuämm Jeeʹelvueiʹvv. Mainnâz. (2004.)
- Vanha jäkäläpää (2005.) – CD
- Suonikylän poluilta (2005.) – CD

## Prijevodi
- Uʹcc priinsâž. Antoine de Saint-Exupéry. 2000. (»Mali princ« na skoltskolaponskome)